# Housewife
Housewife è un film del 1934 diretto da Alfred E. Green. La sceneggiatura di Manuel Seff e Lillie Hayward si basa su un soggetto di Hayward e Robert Lord.

## Trama
I soldi dello stipendio di Bill Reynolds non bastano mai e la moglie Nan deve lavorare duramente per tirare avanti. La donna cerca anche di spronare Bill a farsi valere sul lavoro, ma con scarsi risultati. Quando l'azienda assume Patricia Berkeley, una scrittrice di successo, Nan - che è stata compagna di scuola di Patricia - ha un motivo in più per spingere Bill a cercare di far carriera. Il capo di Bill, però, respinge le idee del suo sottoposto e Nan, allora, tira fuori i suoi risparmi e convince il marito ad avviare una propria attività pubblicitaria che però, all'inizio, stenta a decollare. Assunta Patricia, Bill inizia a passare molto tempo con lei e tra i due nasce una storia. Sentendosi in colpa, l'uomo confida all'amante il proprio disagio, ma lei lo accusa di essere solo un piccolo provinciale.
Pur a conoscenza dell'infedeltà del marito, Nan decide di tacere. Uno dei più importanti clienti dell'agenzia, Paul Duprey, che è innamorato di lei, si rende conto che le idee migliori sono tutte di Nan e non può fare a meno di tessere le sue lodi davanti a Bill. Furioso, Reynolds vuole chiedere il divorzio, ma la moglie glielo rifiuta. Sempre più irritato, Bill sbatte la porta di casa andandosene via. Il piccolo Buddy gli corre dietro ma, in strada, viene investito dalla macchina del padre. L'accaduto fa cambiare idea a Bill, che adesso non vuole più divorziare. Nan, al contrario, ha deciso di procedere e di andare fino in fondo. Le condizioni del bambino migliorano e la sua guarigione è questione solo di tempo. Dopo aver rifiutato la proposta di matrimonio di Paul, Nan si riconcilia con il marito durante l'udienza per il divorzio.

## Produzione
Il film, prodotto dalla Warner Bros., venne girato dall'11 aprile al 7 maggio 1934.
Per il ruolo della protagonista, si pensò a Barbara Stanwyck e a Genevieve Tobin.

### Musica
Le musiche del film sono d Heinz Roemheld. Il tema musicale è stato scritto da M.K. Jerome, mentre la musica di accompagnamento dei titoli e del trailer è di Bernhard Kaun. Nessuno dei compositori viene accreditato, mentre nei titoli appare il nome di Leo F. Forbstein come direttore della Vitaphone Orchestra.

#### Colonna sonora
- Cosmetics by Duprey - musica di Allie Wrubel, parole di Mort Dixon, eseguita da Phil Regan alla prova radiofonica
- Puddin' Head Jones - musica di Lou Handman, eseguita alla radio
- Without That Certain Thing - di Max Nesbitt e Harry Nesbitt, eseguita alla radio
- 'O sole mio - musica di Eduardo Di Capua, eseguita alla radio
- L'amour, toujours, l'amour - musica di Rudolf Friml

## Distribuzione
Il copyright del film, richiesto dalla Warner Bros. Pictures, Inc., fu registrato il 21 luglio 1934 con il numero LP4845.